# Omar Ngandu
Omar Ngandu (23 dicembre 1996) è un calciatore burundese, difensore del Brodd.

## Caratteristiche tecniche
È un difensore centrale.

## Carriera

### Nazionale
Ha esordito con la nazionale burundese il 2 settembre 2018 disputando l'amichevole pareggiata 1-1 contro l'Etiopia.
È stato convocato per disputare la Coppa d'Africa 2019.